# Шведская Солнечная система
Шведская Солнечная система (швед. Sweden Solar System — в оригинале использован английский язык) — крупнейшая в мире модель Солнечной системы, расположенная в Швеции (по всей стране). «Солнцем» является Авичи-Арена — второе по величине сферическое здание в мире, находящееся в столице страны.

## Описание
«Солнцем» в этой модели является Авичи-Арена — второе по величине сферическое здание в мире, расположенное в Стокгольме. Планеты земной группы находятся также в Стокгольме, планеты-гиганты же расположены к северу от столицы вдоль Балтийского моря. Кроме Солнца и планет, в инсталляции также присутствуют некоторые спутники планет, карликовые планеты, кометы, астероиды, транснептуновые объекты и граница гелиосферы. Авторы проекта — физик Нильс Бреннинг и астроном Йёста Гам. Масштаб сооружения — 1:20 000 000. Проект является «живым», то есть в любой момент в состав инсталляции могут быть включены новые небесные тела. К примеру, Меркурий, Марс, Земля и некоторые другие «основные объекты Системы» были установлены ещё в 1998 году, а песчинка астероида Салтис была включена в композицию лишь в 2010 году.

## Таблица
Сортировка — по удалённости от «Солнца»
| Объект                 | Расстояние от Авичи-Арены | Размеры (диаметр)                  | Фото | Местонахождение | Дата открытия   | Комментарии |
| ---------------------- | ------------------------- | ---------------------------------- | ---- | --- | --------------- | --- |
| Солнце                 | —                         | 71 м (диск) 110 м (включая корону) |      | Стокгольм 59°17′36″ с. ш. 18°04′59″ в. д.                                                                                 | 19 февраля 1989 | Для соблюдения масштаба шар здания принят за диаметр Солнца с короной. |
| Меркурий               | 2,9 км                    | 25 см                              |      | Городской музей Стокгольма 59°19′11″ с. ш. 18°04′16″ в. д.                                                                | 1998            | |
| Венера                 | 5,5 км                    | 62 см                              |      | Стокгольм, Королевский технологический институт 59°21′10″ с. ш. 18°03′30″ в. д.                                           | 8 июня 2004     | Модель Венеры была создана американцем Дэниелом Оберти и размещена в экспозиции в день прохождения Венеры по диску Солнца. 11 июня 2011 года шар упал и разбился. Копия Венеры была выставлена только после октября 2012 года. |
| Земля и Луна           | 7,6 км                    | 65 см и 18 см                      |      | Стокгольм, Шведский музей естественной истории, Cosmonova 59°22′07″ с. ш. 18°03′16″ в. д. 59°22′08″ с. ш. 18°03′15″ в. д. | до 2000         | Для соблюдения масштаба шарик Луны находится в соседнем зале музея. |
| Марс                   | 11,6 км                   | 35 см                              |      | Торговый центр Mörby centrum, коммуна Дандерюд 59°23′54″ с. ш. 18°02′11″ в. д.                                            | до 2000         | Шар сделан из меди. На нём изображены обозначения нескольких химических элементов, наиболее распространённых на этой планете. |
| (433) Эрос             | 11,7 км                   | 2 мм х 0,7 мм х 0,7 мм             |      | Стокгольм, школа коммуны Дандерюд 59°23′38″ с. ш. 18°02′41″ в. д.                                                         | 14 февраля      | Сделан из золота ко Дню Святого Валентина. Имеет объём 0,98 мм³. |
| (36614) Салтис         | 11,7 км                   | <1 мм                              |      | Стокгольм, школа коммуны Сальтшёбаден, близ Стокгольмской обсерватории 59°16′21″ с. ш. 18°18′17″ в. д.                    | 14 января 2010  | Астероид обнаружен в 2000 году из этой обсерватории. |
| Юпитер                 | 40 км                     | 7,2 м                              |      | Центр кругового перекрёстка у аэропорта Стокгольм-Арланда, Мерста. 59°38′58″ с. ш. 17°55′50″ в. д.                        | до 2000         | Двумерная конструкция, используемая для цветочной декорации. Многие сотрудники аэропорта сами не знают об этой достопримечательности. |
| (306367) Нут           | 60 км                     | 0,2 мм                             |      | Парк в коммуне Алсике 59°43′14″ с. ш. 17°48′11″ в. д.                                                                     | до 2000         | Не является вещественным объектом, а представляет собой крошечную точку, нанесённую на карту Солнечной системы, которая расположена среди ряда скульптур на космическую тематику. |
| Сатурн                 | 73 км                     | 6,1 м                              |      | Уппсала, площадь Цельсия 59°51′34″ с. ш. 17°38′14″ в. д.                                                                  | 13 июня 2009    | Объект, представляющий собой двумерное изображение планеты, расположен близ старой обсерватории Андерса Цельсия в центре города. Композиция открыта в Международный год астрономии. Несколько школ Уппсалы создали «спутники Сатурна», претендующие на включение в состав общей «Солнечной системы».                                                                     |
| Уран                   |                           |                                    |      | Уппланд, коммуна Лёвстабрук                                                                                               | октябрь 2012    | Ранее скульптура была установлена в парке Фурувикс в точке 60°24′31″ с. ш. 17°52′36″ в. д., имела диаметр 2,6 м, расстояние от «Солнца» составляло 124 км; однако она была уничтожена вандалами. |
| Комета Галлея          | 204 км                    |                                    |      | Научный центр Балтазара, город Шёвде 58°23′14″ с. ш. 13°51′11″ в. д.                                                      | 16 декабря 2009 | Фактически созданы четыре «кометы». Три, представляющие собой рисунки школьников, находятся на улице; четвёртая, созданная с помощью лазера и облака газа, находится внутри. |
| Нептун                 | 229 км                    | 2,5 м                              |      | Парк города Сёдерхамн 61°18′08″ с. ш. 17°03′20″ в. д.                                                                     | 29 октября 1998 | Местоположение Нептуна было выбрано в связи с тем, что основными занятиями жителей Сёдерхамна издавна были рыболовство и мореплавание, которым покровительствует бог морей Нептун. Шар сделан из обычного пластика, в тёмное время суток он подсвечивается изнутри голубым светом.                                                                                       |
| Плутон и Харон         | 300 км                    | 12 см и 6 см                       |      | Посёлок Дельсбу 61°47′49″ с. ш. 16°33′00″ в. д.                                                                           | до 2000         | Оба шара расположены на берегу самого южного из озёр Деллен. Эти озёра появились в результате столкновения крупного метеорита с Землёй около 90 миллионов лет назад. Шары покоятся на подставках, выполненных в виде надгробий (и Плутон и Харон имеют самое прямое отношение к смерти), которые сделаны из редкого минерала делленит, добываемого только в этом районе. |
| (28978) Иксион         | 360 км                    | 6,5 см                             |      | Научный центр Техникус, город Хернёсанд 62°37′49″ с. ш. 17°56′12″ в. д.                                                   | 18 апреля 2002  | |
| Комета Свифта — Таттла | 390 км                    | <1 см                              |      | Научный центр Креативум, город Карлсхамн 56°11′39″ с. ш. 14°51′09″ в. д.                                                  |                 | |
| Эрида                  | 510 км                    | 13 см                              |      | Бизнес-парк Уместан, город Умео 63°50′11″ с. ш. 20°15′45″ в. д.                                                           | 6 декабря 2007  | Объект представляет собой позолоченный шарик в честь мифа о яблоке раздора: именно Эрида бросила на свадьбе царя Фессалии Пелея и богини Фетиды в середине зала золотое яблоко Гесперид с надписью «Прекраснейшей», что породило спор богинь, Афродиты, Афины и Геры, кому из них оно предназначалось, что в итоге привело к Троянской войне.                            |
| (90377) Седна          | 810 км                    | 10 см                              |      | Научный центр Текникенс-Хус, город Лулео 65°36′59″ с. ш. 22°08′06″ в. д.                                                  | 8 декабря 2005  | |
| Граница гелиосферы     | 950 км                    | пьедестал и табличка               |      | Шведский институт космической физики, город Кируна 67°50′27″ с. ш. 20°24′34″ в. д.                                        |                 | Перед входом в институт установлены пьедестал и соответствующая поясняющая табличка, но собственно объекта, который бы символизировал границу гелиосферы, пока так и не установлено. |